# Коріолан (фільм)
«Коріолан» (англ. Coriolanus, 2011) — кіноадаптація однойменної трагедії Шекспіра. Давньоримські події були перенесені у сучасний антураж. Картину було повністю знято у Сербії — Белграді і його околицях. Прем'єра відбулась 14 лютого 2011 року на 61-му Берлінському кінофестивалі. Фільм став режисерським дебютом Ральфа Файнса.

## Сюжет
Громадяни Риму голодні. Гней Марцій Коріолан (Файнс), герой Риму, великий воїн і людина непохитної віри, зневажає людей. Його крайні погляди призводять до масових заворушень. В результаті політичної змови, Коріолана виганяють з Риму. Він вирішує приєднатися до свого заклятого ворога, вождя вольсків Тулія Офідія (Батлер) і йде разом з ним у похід на Рим.

## В ролях
- Ральф Файнс — Гней Марцій Коріолан
- Джерард Батлер — Тулл Ауфідій
- Ванесса Редґрейв — Волумнія
- Браян Кокс — Мененій
- Джессіка Честейн — Віргілія
- Джон Кані — генерал Комній
- Джеймс Несбіт — Сіціній
- Пол Джессон — Брут
- Славко Штімац — лейтенант вольсків

## Нагороди і номінації
Фільм був номінований на Золотого ведмедя на 61-му Берлінському кінофестивалі.
Ральф Файнс був номінований на премію BAFTA за найкращий дебют.